# Округ Парк (Индијана)
Парк (енгл. Parke County) је округ у америчкој савезној држави Индијана.

## Демографија
По попису из 2010. године број становника је 17.339, што је 98 (0,6%) становника више него 2000. године.
| Група             | 2000.          | 2010.          |
| Белци             | 16.560 (96,1%) | 16.545 (95,4%) |
| Афроамериканци    | 370 (2,1%)     | 397 (2,3%)     |
| Азијати           | 31 (0,2%)      | 34 (0,2%)      |
| Хиспаноамериканци | 104 (0,6%)     | 215 (1,2%)     |
| Укупно            | 17.241         | 17.339         |